# Vesc
Vesc é uma comuna francesa na região administrativa de Auvérnia-Ródano-Alpes, no departamento de Drôme. Estende-se por uma área de 40,48 km². Em 2010 a comuna tinha 257 habitantes (densidade: 6,3 hab./km²).